# 47 a. C.
El año 47 a. C. fue un año del calendario romano prejuliano. En la República romana, fue conocido como el año 707 Ab Urbe condita.

## Acontecimientos
- Cneo Pompeyo en Hispania, reorganizando los efectivos pompeyanos para continuar la lucha contra Julio César en la segunda guerra civil de la República romana.[1]
- Judea queda bajo el control absoluto del procurador Antípatro.[2]
- C. Trebonio sucede a Q. Casio Longino en el gobierno de Hispania. Cn. Pompeyo el Joven, hijo de Pompeyo, conquista las Baleares. El ejército de Hispania Ulterior se manifiesta partidario de Cneo.[3]

## Nacimientos
- Propercio, poeta lírico latino.

## Fallecimientos
- 13 de enero - Ptolomeo XIII, faraón de Egipto.
- Farnaces II del Ponto, Rey del Ponto